# 박호
박호(朴壕, 1466년 ~ 1533년)는 조선 전기의 문신이다. 본관은 무안(務安). 자는 중심(仲深)이다. 아버지는 목사(牧使) 박임경(朴臨卿)이고, 외조부는 성삼문(成三問)이며, 손서는 엄흔(嚴昕)이다.

## 생애
1501년(연산군 7) 진사시에 합격하고, 1502년(연산군 8) 알성시(謁聖試) 문과(文科)에 급제하였다.
1522년 승정원도승지(承政院都承旨), 1523년 예조참판(禮曹參判)과 병조참판(兵曹參判)을 역임하였다. 1524년에 정조사(正朝使)로 명나라에 다녀온 후 1525년 대사간‧대사헌(大司憲)을 거쳐 1527년 공조참판(工曹參判)‧한성부우윤(漢城府右尹)‧이조참판(吏曹參判)을 지내고, 1528년 경상도관찰사(慶尙道觀察使)를 역임하였다.
1530년(중종 25) 특지(特旨)에 의해 형조판서(刑曹判書)에 올랐다.
1532년 호조판서(戶曹判書)‧한성부판윤(漢城府判尹)을 지내고 1533년 우참찬(右參贊)을 역임하는 동안에 병사하였다. 시호는 정간(貞簡)이다.
박호는 천성이 진실하고 순박하여 각박한 행실이 없었다. 관직에 있으면서 직무를 처리하는데 남다른 재능과 지혜는 없었으나 몸가짐이 근신하고 사람을 너그러이 대했으므로, 지위가 육경(六卿)에 이르렀어도 지위가 높은 것을 이상하게 여기는 사람이 없었다.